# German Chan
German Borisovitj Chan, ryska: Герман Борисович Хан, född 24 oktober 1961, är en rysk-ukrainsk-israelisk företagsledare och entreprenör som är medgrundare till investmentbolagen Konsortsium Alfa-Grupp och The Letterone Group samt energibolaget L1 Energy tillsammans med Michail Fridman och Aleksej Kuzmitjov. Den amerikanska ekonomitidskriften Forbes rankar Chan till att vara den 12:e rikaste ryssen samt världens 152:a rikaste med en förmögenhet på $9,2 miljarder för den 15 maj 2018.
Han avlade en examen i stålproduktion vid Natsionalnyj Issledovatielskij Universitet.